# Disfonia espasmòdica
La disfonia espasmòdica, coneguda també com a disfonia espàstica, o distonia de la laringe. Es tracta d'un trastorn de la veu caracteritzat pels moviments involuntaris d'uns o més músculs de la laringe al parlar. Els individus que tenen disfonia espasmòdica poden tenir dificultats ocasionals al dir una paraula o dues o poden experimentar suficient dificultat per a interferir amb la comunicació. La parla es torna difícil i sovint estrangulada i tensa. La veu es pot tornar ondulant, tremolosa o sufocada.
La disfonia espasmòdica pot afectar qualsevol persona. És més freqüent en individus entre 30 i 50 anys, i afecta més a les dones que als homes.